# HD 189395
HD 189395，又名BD+30 3837，SAO 69188、HR 7640，是一颗恒星，视星等为5.49，位于銀經67.77，銀緯0.82，其B1900.0坐标为赤經19h 54m 40s，赤緯+30° 0.82′ 44″。